# 41. Infanterie-Brigade (Deutsches Kaiserreich)
Die 41. Infanterie-Brigade war ein Großverband der Preußischen Armee.

## Geschichte
Die 41. Infanterie-Brigade wurde am 11. Oktober 1866 nach dem Deutschen Krieg in Mainz aufgestellt und hatte dort ihren Sitz bis zu ihrer Auflösung am 5. März 1915.
Sie war zusammen mit der 42. Infanterie-Brigade Teil der 21. Division, die bis 1899 dem XI. Armee-Korps in Kassel und fortan dem XVIII. Armee-Korps zugeordnet war.

### Untergeordnete Einheiten
- 1867 Pommersches Füsilier-Regiment Nr. 34, Hessisches Füsilier-Regiment Nr. 80, Landwehr-Bataillon Weilburg, Landwehr-Bataillon Wiesbaden
- 1868–1869 Pommersches Füsilier-Regiment Nr. 34, Hessisches Füsilier-Regiment Nr. 80, 1. Nassauisches Landwehr-Regiment Nr. 87, 2. Nassauisches Landwehr-Regiment Nr. 88
- 1871–1889  1. Nassauisches Landwehr-Regiment Nr. 87, 2. Nassauisches Landwehr-Regiment Nr. 88

Mit der Ordre de Bataille sollte das Pommersche Füsilier-Regiment Nr 34 zur Brigade gehören, wurde aber nach Rastatt entsandt. Als Ersatz kam das 1. Nassauisches Infanterie-Regiment Nr. 87
- 1889–1915 1. Nassauisches Infanterie-Regiment Nr. 87 und 2. Nassauisches Infanterie-Regiment Nr. 88

### Deutsch-Französischer Krieg
Im Deutsch-Französischen Krieg 1870/1871 stand die 41. Infanterie-Brigade unter dem Befehl von Hermann von Koblinski und die 42. Infanterie-Brigade unter Führung des Generalmajors von Thile eingesetzt.

### Erster Weltkrieg
Mit der Mobilmachung am 2. August 1914 musste die Brigade das Brigade Ersatz Bataillon 41 aufstellen.
Zu den Kampfhandlungen, Gefechten und Schlachten siehe Gefechtskalender der 21. Division

### Brigadekommandeure
| Name                         | Datum                                 |
| ---------------------------- | ------------------------------------- |
| Hans von Schachtmeyer        | 30. Oktober 1866 bis 17. Juli 1870    |
| Hermann von Koblinski        | 18. Juli 1870 bis 2. Juni 1871        |
| Wilhelm Friedrich von Woyna  | 3. Juni 1871 bis 15. Oktober 1873     |
| Ewald von Kleist             | 16. Oktober 1873 bis 2. Februar 1880  |
| Albert von Rauch             | 3. Februar 1880 bis 3. September 1884 |
| Wilhelm von Scherff          | 4. September 1884 bis 11. Juli 1888   |
| Friedrich von Strantz        | 12. Juli 1888 bis 17. November 1890   |
| Bruno Rogge                  | 18. November 18890 bis 17. Juni 1892  |
| Friedrich von Gersdorff      | 18. Juni 1892 bis 20. April 1894      |
| Carl von Bardeleben          | 21. April 1894 bis 16. Juni 1897      |
| August Dühring               | 17. Juni 1897 bis 1. August 1900      |
| Adolph Tecklenburg           | 2. August 1900 bis 17. Dezember 1901  |
| Paul von Bredow              | 18. Dezember 1901 bis 23. April 1904  |
| Ernst Kuntze                 | 24. April 1904 bis 16. Mai 1907       |
| Richard von Süßkind-Schwendi | 17. Mai 1907 bis 3. Juli 1910         |
| Johannes Riedel              | 4. Juli 1910 bis 31. März 1913        |
| Adolf von der Esch           | 1. April 1913 bis 20. Oktober 1914    |
| Hermann von Bassewitz        | 21. Oktober 1914 bis 7. November 1914 |
| Richard Münter               | 8. November 1914 bis 5. März 1915     |